# ساموئل بیچ اکستل
ساموئل بیچ اکستل (Samuel Beach Axtell) (متولد ۱۴ اکتبر ۱۸۱۹ – درگذشتهٔ ۶ اوت ۱۸۹۱)، حقوقدان و سیاستمدار آمریکایی بود. او به دلیل خدمت در سمت‌های قاضی ارشد محکمه عالی منطقه‌ای نیومکزیکو، فرماندار منطقه‌ای یوتا و نیومکزیکو و دو دوره نمایندگی کنگره از کالیفرنیا شناخته می‌شود.

## اوایل زندگی
اکستل در شهرستان فرانکلین، اوهایو، در فامیلی دهقان به‌دنیا آمد. یکی از اجدادش افسر ارتش انقلابی آمریکا و پدربزرگش سرهنگ یک هنگ نیوجرسی در طول جنگ ۱۸۱۲ بود. او در ۲۰ سپتامبر ۱۸۴۰ با آدالین اس. ویلیامز از شهرستان سامیت، اوهایو عروسی کرد و در سال ۱۸۴۳ به مونت‌کلمنز، میشیگان نقل مکان کرد. اکستل فارغ‌التحصیل کالج وسترن رزرو در اوبرلین، اوهایو بود و در دهه ۱۸۳۰ برای کار در حرفه وکالت در اوهایو پذیرفته شد.

## زندگی در کالیفرنیا
در سال ۱۸۵۱، اکستل در آخرین روزهای تب طلا در کالیفرنیا، ناخواسته وارد این موضوع شد. او به کالیفرنیا نقل مکان کرد و به استخراج طلا در امتداد رودخانه آمریکایی پرداخت – اما موفقیت چندانی به‌دست نیاورد. پس از سازماندهی شهرستان‌های کالیفرنیا، او به سیاست علاقه‌مند شد و به عنوان دادستان شهرستان آمادور انتخاب شد. اکستل برای سه دوره این سمت را در اختیار داشت. او در سال ۱۸۶۰ به سانفرانسیسکو نقل مکان کرد و به عنوان یک دموکرات در کنگره ایالات متحده انتخاب شد. اکستل در سال ۱۸۶۶ به نمایندگی از اولین ناحیه کنگره کالیفرنیا انتخاب شد و مجدداً در سال ۱۸۶۸ برای این سمت برگزیده شد. او تصمیم گرفت برای انتخابات مجدد نامزد نشود و حزب سیاسی خود را به جمهوری‌خواه تبدیل کرد.

## فرماندار اکستل
رئیس‌جمهور اولیس گرانت در سال ۱۸۷۴ اکستل را به عنوان فرماندار قلمروی یوتا انتخاب کرد. در ژوئن ۱۸۷۵، اکستل در بحبوحه انتقادات عناصر ضد مورمون‌ها در قلمرو، سِمَت خود را ترک کرد. گرانت متعاقباً او را به عنوان فرماندار قلمروی نیومکزیکو منصوب کرد و وی در ۳۰ ژوئیه ۱۸۷۵ کار خود را آغاز نمود. دولت اکستل بیشتر به‌خاطر واکنش نادرست به دو درگیری خشونت‌بار مرزی شناخته می‌شود: جنگ شهرستان کولفکس و جنگ شهرستان لینکلن.
در اواخر سال ۱۸۷۵ در شهرستان کولفکس، پس از قتل سخنگوی خرده‌مالک «کشیش اف.جی. تولبی»، یک اختلاف طولانی مدت بین «شرکت ماکسول لند گرانت» و شهرک‍نشینان محلی شدت یافت. بیش از ۲۰۰ نفر در خشونت‌های بعدی کشته شدند و در این میان شورشیان شهرک‌نشین در برابر گروه‌های طرفدار شرکت قرار گرفتند. فرماندار اکستل با شرکت «سانتافه رینگ» ارتباط نزدیکی داشت. در سال ۱۸۷۶، اکستل در واکنش به حکم‌های صادره از سوی هیئت منصفه محلی که به نفع شهرک‌نشینان بود، اختیارات قضایی شهرستان کولفکس را به حالت تعلیق درآورد. اکستل همچنین گروهی از سربازان ارتش ایالات متحده را برای دستگیری سَرکردهٔ شهرک‌نشینان، کلی الیسون و سه نفر از متحدانش اعزام کرد.
در شهرستان لینکلن، رقابت تجاری بین پارتیزان‌های «دِ هاوس» متعلق به جیمز دولان (با حمایت باند جسی ایوانز) و نهاد نظارتی شهرستان لینکلن که از تجارت‌های جان تونستال و الکساندر مک‌سوینِ رقیب حمایت می‌کردند، به چرخه قتل‌های انتقام‌جویانه تبدیل شد. فرماندار اکستل به نمایندگی از مجلس مداخله کرد و از اختیارات خود برای برکناری مقامات طرفدار نهاد نظارتی استفاده کرد و اختیارات قانونی را به کسانی که از دولان حمایت می‌کردند، منتقل نمود. ممکن است این تصمیم تحت تأثیر دادستان کل قلمروی نیومکزیکو، توماس کاترون که قرضه‌ای روی دارایی دولان گرفته بود، قرار گرفته باشد.
اتهامات فساد و سوءرفتار باعث شد، وزیر وزیر کشور، کارل شورز (آر)، تحقیقاتی را در مورد فعالیت‌های اکستل به عنوان فرماندار آغاز کند. بعداً فرانک آنجل، مأمور تحقیق، دولت فرماندار اکستل را بیش از دولت هر فرماندار دیگری در تاریخ ایالات متحده، به «فساد، کلاه‌برداری، سوء مدیریت، توطئه و قتل» متهم کرد. در ۴ سپتامبر ۱۸۷۸، وزیر شورتز بر اساس تحقیقات آنجل، فرماندار را تعلیق کرد.
در اواخر همان سال، رئیس‌جمهور رادرفورد بی. هایس (آر) ژنرال لو والاس را به جای اکستل منصوب کرد.

## قاضی‌القضات
با وجود فساد، هیچ اتهام کیفری علیه اکستل مطرح نشد. در واقع، او هنوز به عنوان یک چهره سیاسی برجسته در نیومکزیکو دیده می‌شد. پس از مدت کوتاهی استراحت، او در سال ۱۸۸۲ به عنوان قاضی‌القضات محکمه عالی منطقه‌ای نیومکزیکو منصوب شد. او در ماه مه ۱۸۸۵ پس از انتخاب گروور کلیولند (آر) به عنوان رئیس‌جمهور استعفا داد و قصد داشت اکستل را از سمت خود برکنار کند.
اکستل در سال ۱۸۹۰ به عنوان رئیس کمیته جمهوری‌خواه منطقه‌ای نیومکزیکو انتخاب شد.
وی در موریستاون، نیوجرسی درگذشت.

## میراث
او علی‌رغم ناکامی کامل در مقام فرمانداری، یک حقوق‌دان زبردست بود و این میراث سیاسی اوست. او در محکمه همیشه تلاش می‌کرد تا آنچه را که به‌عنوان «عدالت اساسی» برای همه طرفین دعوی مناسب می‌دید، اجرا کند. اکستل همچنین کوشش می‌کرد تا سوابق قضایی را که با هدف اصلی محاکمات در محکمه یا از دیدگاه او، با انصاف تداخل داشتند، کنار بگذارد. با این حال، دوران حضور او در محکمه همچنان با فساد همراه بود و بسیاری از اشخاص روش اقتدار او را دیکتاتوری می‌دانستند. او اغلب نظر اعضای هیئت منصفه را که با آنها موافق نبود، نادیده می‌گرفت.
او بیشتر به خاطر دو پرونده در یادها مانده‌است:
در یک محاکمه جنایی مشهور در لاس وگاس، نیومکزیکو، به اکستل اخطار داده شده بود که اگر جراات کند و این پرونده را بر عهده بگیرد، جانش را از دست خواهد داد. اکستل وارد محکمه شد و بلافاصله جلسه را آغاز کرد. او نیروی پلیس را مجبور کرد تا قبل از ادامه جلسه، تمام حاضران محکمه و تماشاگران را بازرسی کند. در نتیجه چهل و دو تپانچه روی میز جمع شد که تعدادی از آنها از وکلای پرونده گرفته شده بود. هر شخصی که اسلحه‌ای را به اتاق محکمه آورده بود، به دلیل اهانت به محکمه ده دلار جریمه می‌شد و هنگام دریافت جریمه هیچ‌گونه مقاومتی از خود نشان نمی‌داد. این رویداد به عنوان «پیروزی قانون بر بی قانونی» در غرب وحشی به شدت در روزنامه‌ها بازتاب داده شد.
در پرونده دیگر، متهم یک مرد جوان فقیر بود که با وجود اینکه مالکیت مزرعه‌اش در خطر بود، وکیل نداشت. قاضی اکستل که دید در صورت نداشتن وکیل حقوقی، پرونده علیه مرد پیش می‌رود، از جایگاه خود خارج شد و شروع به بازجویی از شاهد کرد و گفت: «برای سرقت مزرعه یک پسر فقیر در نیومکزیکو به سیزده مرد نیاز است».